# Semillas (Guadalajara)
Semillas es un municipio y localidad española de la provincia de Guadalajara, en la comunidad autónoma de Castilla-La Mancha. El término municipal tiene una población de 29 habitantes (INE 2024).

## Descripciones históricas

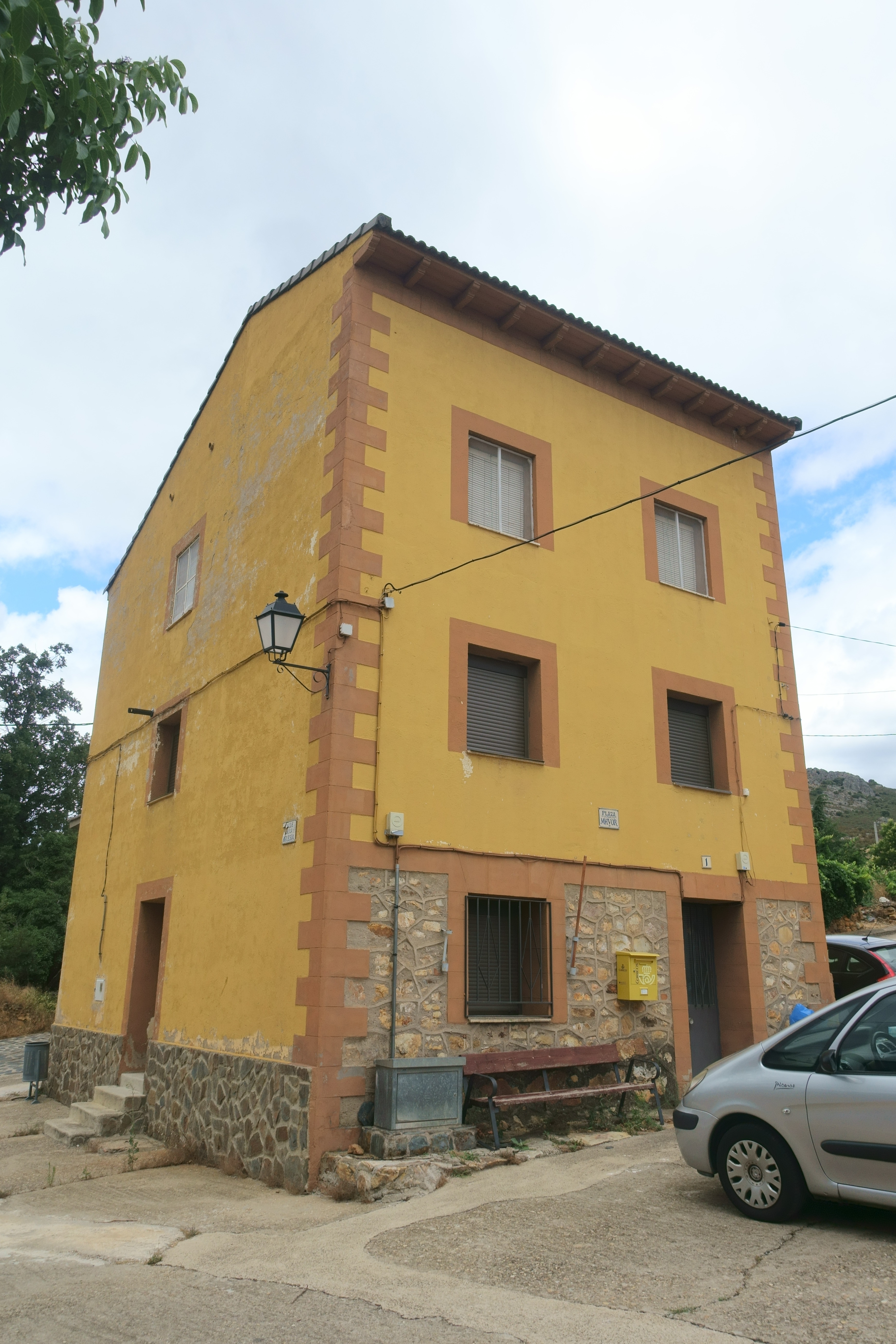
Casa consistorial

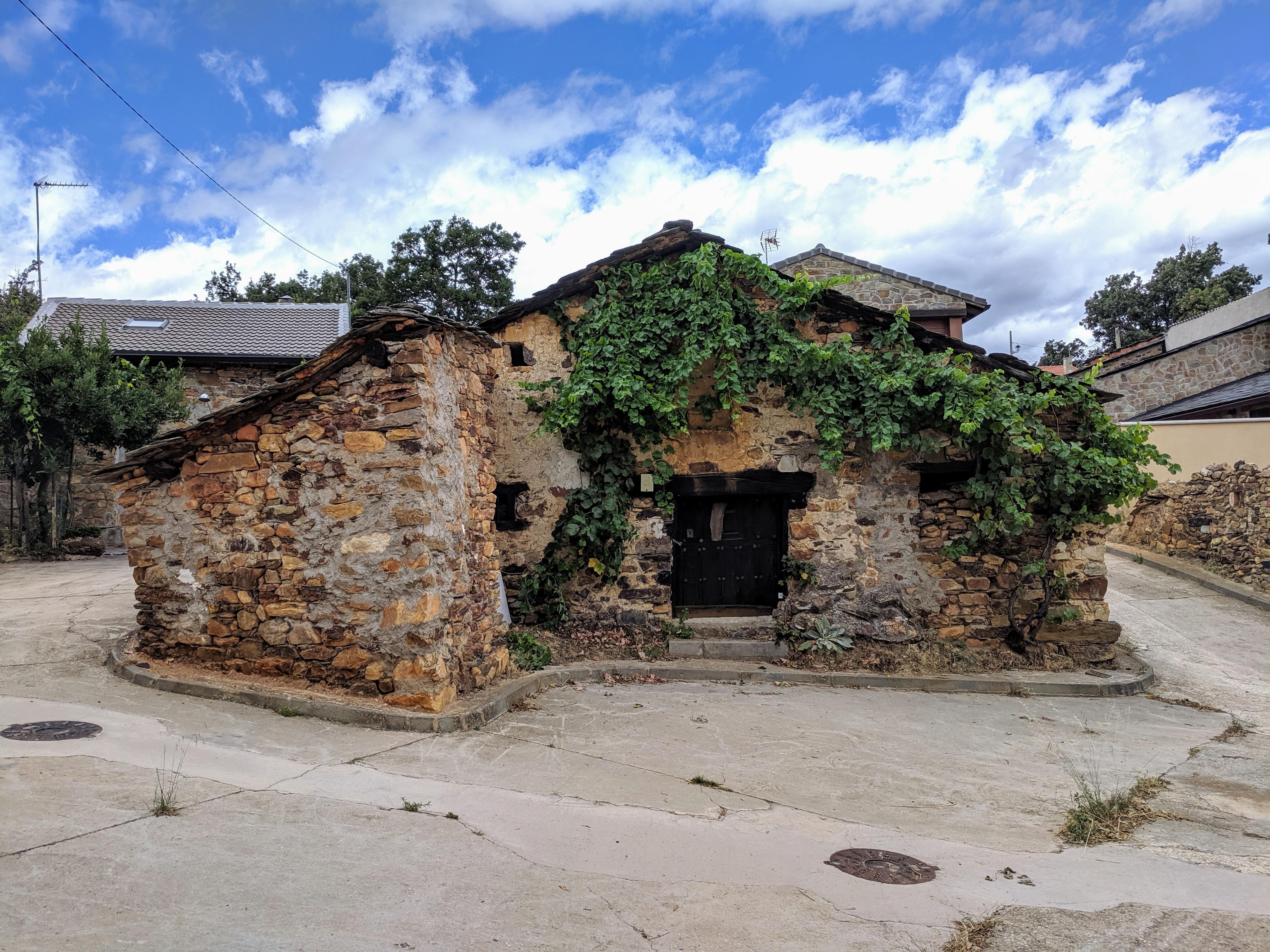
Arquitectura tradicional

En un libro publicado por un sacerdote anónimo del Obispado de Siguenza, en 1886, del que en aquella época dependía la parroquia de este pueblo, hace la siguiente descripción que se reproduce textualmente:

Lugar de unos 60 vecinos, situado en la falda S. de una sierra, con buena ventilación y clima frío. Su Iglesia parroquial de primer ascenso, dedicado a S. Miguel, tiene por aneja la del vecino pueblo de las Cabezadas, Dista diez leguas de Guadalajara, su provincia; tres de Atienza, su partido judicial; cinco y media de Sigüenza, su audiencia de inscripción, y veinte de Madrid, su Capitanía general. Confina el término, con los de La Nava, Zarzuéla, Robredárcas y Las Cabezadas, dentro de cuya circunferencia se encuentran varios manantiales, un despoblado y un caserío. El curato, tiene casa para el párroco pero no es propiamente rectoral, y el terreno áspero y escabroso en la mayor parte, es de regular calidad en lo restante. Comprende tres montes de encina y roble, y es fertilizado por los arroyuelos que se forman de los manantiales indicados. Produce granos, legumbres, hortalizas, frutas y minerales de plomo. Hiendelaencina, es su arciprestazgo, y La Nava su centro de Conferencias, donde asiste con El Ordial, Bustarés y Robredárcas. Su escuela tiene de dotación 275 pesetas.

## Demografía
En el emplazamiento del actual Semillas, se trató de unir a los habitantes de varios pueblos vecinos para formar un núcleo habitado de unas 500 personas. Este nuevo núcleo de población se iba a llamar "Secarro", acrónimo que incluía a Semillas (150 habitantes), Las Cabezadas (170 habitantes) y Robredarcas (100 habitantes aproximadamente). Este proyecto quedó descartado. 
Secarro se crea por fusión de Semillas y Las Cabezadas el 14 de enero de 1970.
Semillas se extingue por fusión y se incorpora a Secarro el 14 de enero de 1970.
Secarro pasa a llamarse Semillas el 7 de noviembre de 1975.
| Gráfica de evolución demográfica de Semillas entre 1842 y 1960 |
| |
| Población de derecho según los censos de población del INE Población de hecho según los censos de población del INEEntre el censo de 1970 y el anterior, este municipio desaparece porque se agrupa en el municipio Secarro |

Semillas cuenta con una población de 29 habitantes (INE 2024).
| Gráfica de evolución demográfica de Semillas entre 1981 y 2021 |
| |
| Población de derecho según los censos de población del INE Población de hecho según los censos de población del INEEntre el censo de 1981 y el anterior, aparece este municipio porque cambia de nombre y desaparece el municipio Secarro |